# Liste der Baudenkmale in Wollbrandshausen
In der Liste der Baudenkmale in Wollbrandshausen sind alle Baudenkmale der niedersächsischen Gemeinde Wollbrandshausen im Landkreis Göttingen aufgelistet. Der Stand der Liste ist das Jahr 1997.

## Allgemein
Die erste bekannte urkundliche Erwähnung des Ortes Wollbrandshausen stammt aus dem Jahre 1105, wahrscheinlich ist der Ort jedoch, wie die meisten Orte der Gegend, älter.
In den Spalten befinden sich folgende Informationen:
- Lage: die Adresse des Baudenkmales und die geographischen Koordinaten. Kartenansicht, um Koordinaten zu setzen. In der Kartenansicht sind Baudenkmale ohne Koordinaten mit einem roten Marker dargestellt und können in der Karte gesetzt werden. Baudenkmale ohne Bild sind mit einem blauen Marker gekennzeichnet, Baudenkmale mit Bild mit einem grünen Marker.
- Bezeichnung: Bezeichnung des Baudenkmales
- Beschreibung: die Beschreibung des Baudenkmales. Unter § 3 Abs. 2 NDSchG werden Einzeldenkmale und unter § 3 Abs. 3 NDSchG Gruppen baulicher Anlagen und deren Bestandteile ausgewiesen.
- ID: die Objekt-ID des Baudenkmales
- Bild: ein Bild des Baudenkmales, ggf. zusätzlich mit einem Link zu weiteren Fotos des Baudenkmals im Medienarchiv Wikimedia Commons. Wenn man auf das Kamerasymbol klickt, können Fotos zu Baudenkmalen aus dieser Liste hochgeladen werden:

## Wollbrandshausen
| Lage                                               | Bezeichnung                 | Beschreibung | ID       | Bild |
| -------------------------------------------------- | --------------------------- | --- | -------- | ---- |
| Am Brückenberg 51° 35′ 6″ N, 10° 9′ 45″ O          | Bildstock                   | | 35291962 |      |
| Am Höherberg 51° 35′ 28″ N, 10° 9′ 19″ O           | Kreuzwegstation             | Kreuzwegstation auf dem Weg zur Nothelfer-Kapelle auf dem Höherberg | 35292005 |      |
| Am Höherberg 51° 36′ 0″ N, 10° 9′ 19″ O            | Vierzehnnothelfer-Kapelle   | Wallfahrtskapelle zu Ehren der Vierzehn Heiligen Nothelfer, errichtet 1855 nach einer Choleraepidemie, erweitert 1901/02 | 35291982 |      |
| Hauptstraße (Friedhof) 51° 35′ 10″ N, 10° 9′ 19″ O | Ehrenmal                    | | 35292050 |      |
| Hauptstraße 47 51° 35′ 13″ N, 10° 9′ 38″ O         | Wohn-/Wirtschaftsgebäude    | Das Gebäude wurde in der Mitte des 18. Jahrhunderts erbaut. | 35292070 |      |
| Hauptstraße 73 51° 35′ 14″ N, 10° 9′ 50″ O         | Wohn-/Wirtschaftsgebäude    | Das Gebäude wurde in der Mitte des 18. Jahrhunderts erbaut. | 35292090 |      |
| Kirchgasse 51° 35′ 10″ N, 10° 9′ 37″ O             | kath. Pfarrkirche St. Georg | Die Kirche St. Georg wurde 1796 erbaut. Der klassizistische Sandsteinquaderbau birgt seit 1826 einen von Jobst Heinrich Lessen angefertigten Altar des frühen 18. Jahrhunderts sowie einen stilistisch ähnlichen Nebenaltar mit Darstellung des Hl. Johannes von Nepomuk. | 35292110 |      |